# Université de l'Ouest de Washington
 (septembre 2016).
Si vous disposez d'ouvrages ou d'articles de référence ou si vous connaissez des sites web de qualité traitant du thème abordé ici, merci de compléter l'article en donnant les références utiles à sa vérifiabilité et en les liant à la section « Notes et références ».
L’université de l'Ouest de Washington ou université de Washington-Ouest (Western Washington University ou WWU), surnommée Dub-Dub U par ses étudiants, est une grande université publique située à Bellingham. Elle est l'une des plus grandes universités du Nord-Ouest des États-Unis. Son nom original était la New Whatcom Normal School, puis le Western Washington State College et enfin la Western Washington University.
Elle fut fondée en 1893. En 2009, elle avait 14 575 étudiants.

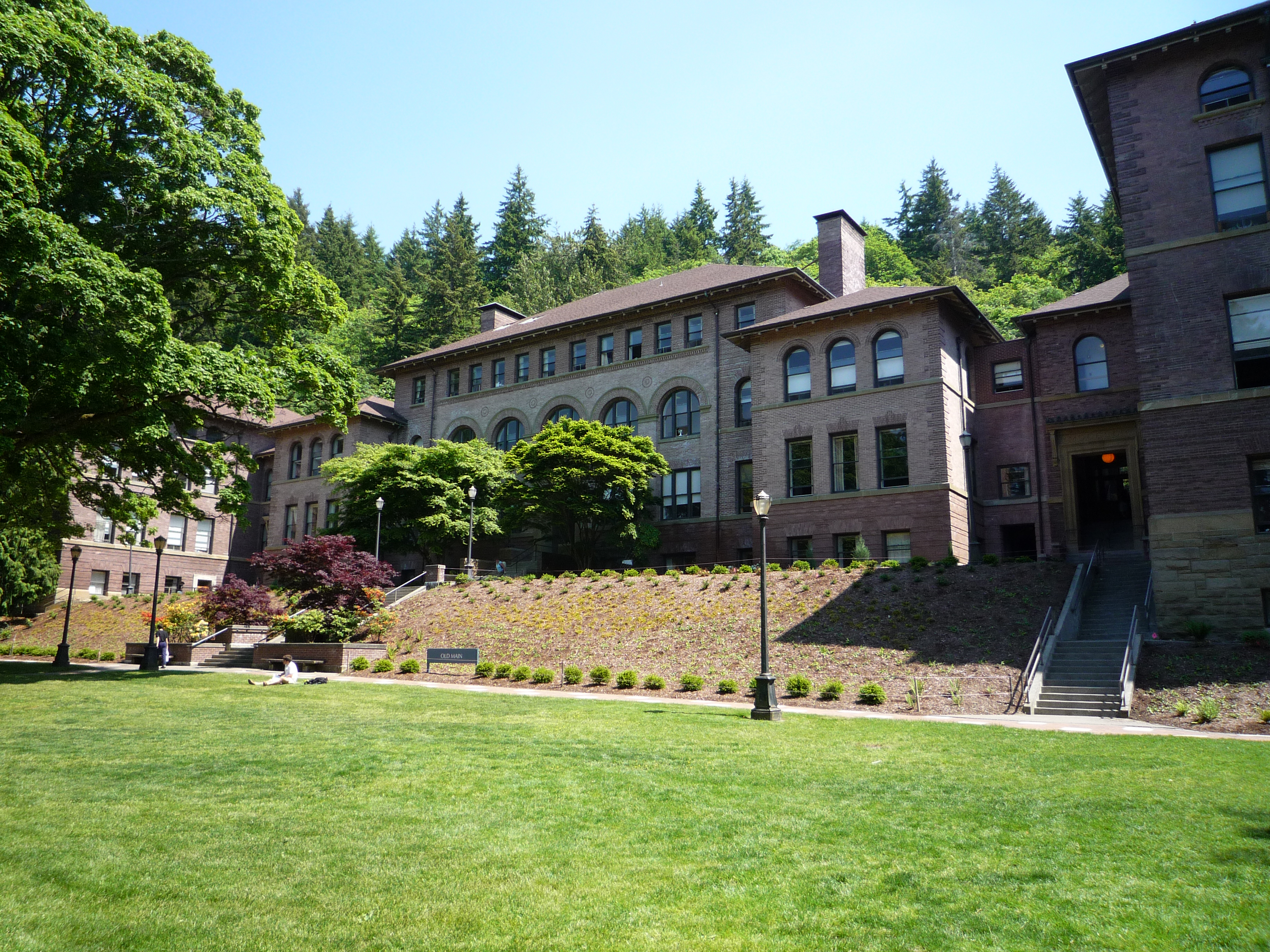
Old Main Building.

Sa mascotte est un Viking. 